# رامون مارتينيز بيريز
رامون مارتينيز بيريز (بالإسبانية: Ramón Martínez Pérez)‏ (6 فبراير 1929 في إسبانيا - 6 يناير 2017) هو لاعب كرة قدم إسباني في مركز الوسط. لعب مع نادي إشبيلية ونادي غرناطة.

## وصلات خارجية
- رامون مارتينيز بيريز على موقع قاعدة بيانات كرة القدم.إي يو (الإنجليزية)
- رامون مارتينيز بيريز على موقع ناشيونال فوتبول تيمز (الإنجليزية)